# فرانز انطون شوبرت
فرانز انطون شوبرت (بالألمانية: Franz Anton Schubert)‏ (و. 1768 – 1827 م) هو ملحن ألماني، ولد في درسدن، توفي في درسدن، عن عمر يناهز 59 عاماً.

## روابط خارجية
- فرانز انطون شوبرت على موقع ميوزك برينز (الإنجليزية)